# Lasse Kjus
Lasse Kjus (n. 14 ianuarie 1971, Oslo, Norvegia) este un schior alpin ce a reprezentat Norvegia, medaliat olimpic. A participat la 5 ediții ale Jocurilor Olimpice (1992, 1994, 1998, 2002, 2006) în care a câștigat o medalie de aur, 3 medalii de argint și o medalie de bronz.